# Gerrit Fauser
Gerrit Fauser (* 13. Juli 1989 in Nürnberg) ist ein ehemaliger deutscher Eishockeyspieler, der im Verlauf seiner aktiven Karriere zwischen 2004 und 2025 unter anderem 772 Spiele für die Kölner Haie, Hannover Scorpions und  Grizzlys Wolfsburg in der Deutschen Eishockey Liga (DEL) auf der Position des Centers bestritten hat. Sein Stiefvater Franz Steer ist Eishockeytrainer. Seinen größten Karriereerfolg feierte Fauser im Trikot der deutschen Nationalmannschaft mit dem Gewinn der Silbermedaille bei den Olympischen Winterspielen 2018 im südkoreanischen Pyeongchang.

## Karriere

### Anfänge
Fauser begann seine Karriere 2004 bei den Junioren der Landshut Cannibals in der Deutschen Nachwuchsliga (DNL). Dort spielte er im Spieljahr 2004/05 eine solide Debütsaison mit sieben Toren und fünf Assists, konnte sich in seinem zweiten Jahr aber deutlich steigern und erzielte in 30 Spielen 29 Scorerpunkte. In der Saison 2006/07 stand der Flügelstürmer nur noch elfmal in der DNL auf dem Eis und kam hauptsächlich bei den Profis in der 2. Bundesliga zum Einsatz. Zudem gab Fauser, ermöglicht durch eine Förderlizenz, im Alter von 17 Jahren sein Debüt in der Deutschen Eishockey Liga (DEL) und bestritt zwei Spiele für die Straubing Tigers.

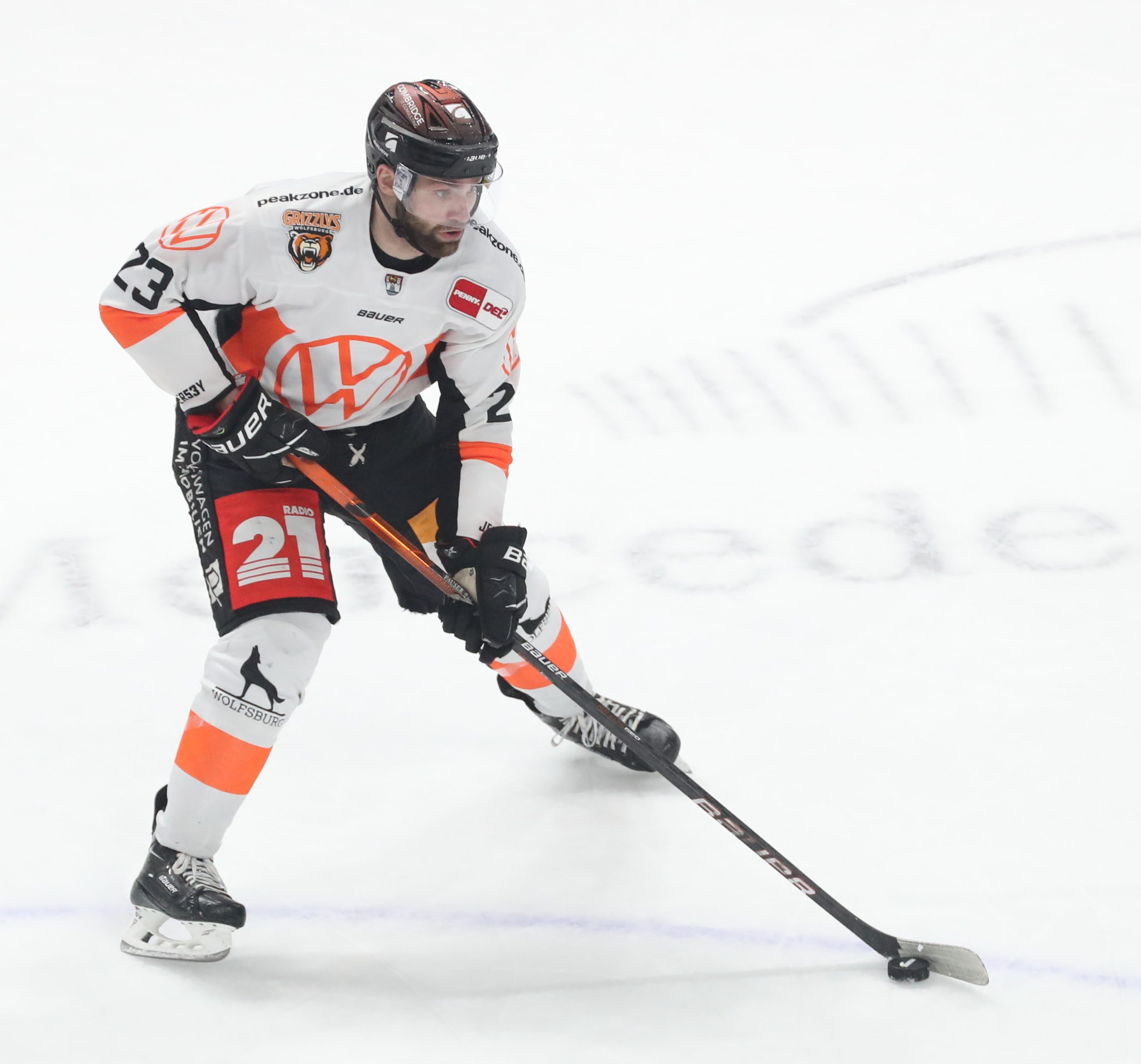
Fauser im Trikot der Grizzlys Wolfsburg (2022)

### Wechsel nach Nordamerika
Im Sommer 2007 wechselte der gebürtige Nürnberger nach Nordamerika, wo er in der kanadischen Juniorenliga Ligue de hockey junior majeur du Québec (LHJMQ) für die Olympiques de Gatineau, die ihn beim CHL Import Draft des Jahres an Gesamtposition 48 ausgewählt hatten, aufs Eis ging. Er fügte sich gut in die Mannschaft ein und erzielte in 50 Ligaspielen 16 Tore und bereitete weitere neun vor. Die Olympiques beendeten die reguläre Saison auf dem dritten Platz und gehörten in den Playoffs zu den dominierenden Teams. In den ersten drei Runden verloren sie nur zwei Spiele und trafen im Finale auf die Huskies de Rouyn-Noranda, die die Playoffs bis dahin ungeschlagen überstanden hatten und schon nach der regulären Saison die Liga angeführt hatten. In der Finalserie waren aber die Olympiques die bestimmende Mannschaft und gewannen schließlich nach fünf Spielen. Fauser steuerte zum Gewinn des Coupe du Président in den 19 Playoff-Spielen vier Tore und drei Vorlagen bei. In der Saison 2008/09 lief der Angreifer erneut im Trikot der Olympiques de Gatineau auf. Fauser hatte einen guten Start und war während der Vorbereitungsspiele mit vier Toren und einer Vorlage in drei Partien der Topscorer seiner Mannschaft. In der regulären Saison konnte er aber nicht an die Leistungen anknüpfen und kam nur auf zehn Punkte in 36 Spielen.

### Rückkehr nach Deutschland
Im Mai 2009 kehrte Gerrit Fauser nach Deutschland zurück, wo er zunächst zwei Jahre für die Kölner Haie aus der Deutschen Eishockey Liga spielte und zur Saison 2011/12 zum Ligakonkurrenten Hannover Scorpions wechselte. Während dieser Spielzeit foulte Fauser seinen Gegenspieler Stefan Ustorf so schwer, dass dieser infolge eines Schädel-Hirn-Traumas seine Karriere beenden musste. Der Stürmer erhielt zunächst einen Vertrag für ein Jahr, dieser wurde jedoch in der laufenden Spielzeit um ein weiteres Jahr verlängert. In seiner zweiten Saison in Hannover zeigte der Stürmer gute Leistungen und erzielte 24 Punkte in 46 Spielen.
Im Februar 2013 wurde bekannt, dass Fauser zur Saison 2013/14 zum Ligakonkurrenten Grizzly Adams Wolfsburg wechseln würde, wo er zunächst einen Vertrag mit zwei Jahren Laufzeit unterschrieb. Im Dezember 2014 erhielt Fauser in Wolfsburg eine vorzeitige Vertragsverlängerung bis 2017, im September 2016 unterschrieb er bei den Niedersachsen eine abermalige Verlängerung, diesmal bis 2020. Es folgten weitere Vertragsverlängerungen bis zum Ende des Spieljahres 2024/25. In dessen Folge beendete der 35-Jährige seine Karriere im Frühjahr 2025 nach zwölf Spielzeiten bei den Grizzlys. Mit Wolfsburg wurde Fauser in den Jahren 2016, 2017 und 2021 insgesamt dreimal Vizemeister. Seine Trikotnummer 23 wird nach seinem Karriereende an keinen weiteren Spieler vergeben werden.

## Erfolge und Auszeichnungen
| - 2007 Rookies des Jahres der 2. Bundesliga - 2008 Coupe-du-Président-Gewinn mit den Olympiques de Gatineau - 2016 Deutscher Vizemeister mit den Grizzlys Wolfsburg | - 2017 Deutscher Vizemeister mit den Grizzlys Wolfsburg - 2021 Deutscher Vizemeister mit den Grizzlys Wolfsburg - 2025 Sperrung der Trikotnummer 23 durch die Grizzlys Wolfsburg |

### International
- 2018 Silbermedaille bei den Olympischen Winterspielen

## Karrierestatistik

### International
Vertrat Deutschland bei:
| - World U-17 Hockey Challenge 2006 - U18-Junioren-Weltmeisterschaft 2007 - U20-Junioren-Weltmeisterschaft 2009 - Weltmeisterschaft 2016 | - Qualifikationsturnier für die Olympischen Winterspiele 2018 - Weltmeisterschaft 2017 - Olympischen Winterspielen 2018 - Weltmeisterschaft 2019 |

(Legende zur Spielerstatistik: Sp oder GP = absolvierte Spiele; T oder G = erzielte Tore; V oder A = erzielte Assists; Pkt oder Pts = erzielte Scorerpunkte; SM oder PIM = erhaltene Strafminuten; +/− = Plus/Minus-Bilanz; PP = erzielte Überzahltore; SH = erzielte Unterzahltore; GW = erzielte Siegtore; 1 Play-downs/Relegation; Kursiv: Statistik nicht vollständig)